# (34822) 2001 SO133
2001 SO133 (asteroide 34822) é um asteroide da cintura principal. Possui uma excentricidade de 0.16134290 e uma inclinação de 3.13101º.
Este asteroide foi descoberto no dia 16 de setembro de 2001 por LINEAR em Socorro.